# 八戸市立白銀中学校
八戸市立白銀中学校（はちのへしりつ しろがねちゅうがっこう）は、青森県八戸市大字白銀町にある公立中学校。

## 沿革
- 1947年（昭和22年）
  - 4月1日 - 新学制（6・3・3制度）により八戸市立白銀小学校校舎を借用して八戸市立白銀中学校開校。
  - 10月4日 - 校章並びに帽章制定[1]。
- 1950年（昭和25年）
  - 6月19日 - 校旗樹立[1]。
  - 11月28日 - 新校舎第一期工事完成[1]。
  - 12月1日[1] - 新校舎に第1学年と第3学年の生徒が移る（現:白鴎小学校）。
- 1951年（昭和26年）
  - 1月22日 - 新校舎第二期工事完成[1]。
  - 1月23日[1] - 新校舎に第2学年の生徒が移る。
- 1954年（昭和29年）9月1日[1] - 白銀中学校美保野分校を美保野小学校に併置。
- 1955年（昭和30年）
  - 4月1日 - 美保野分校が独立し、美保野中学校となる[1]。
  - 10月8日 - 体育館落成[1]。
- 1956年（昭和31年）10月21日 - 校歌落成[1]。
- 1962年（昭和37年）5月26日[1] - 校舎の一部と体育館の延べ459.5坪が焼失。
- 1963年（昭和38年）3月28日[1] - 校舎415.915坪と体育館198坪が落成。
- 1966年（昭和41年）6月 - 特殊学級増置。
- 1969年（昭和44年）
  - 4月3日[1] - 南側校舎より出火し、校舎1402.24㎡焼失。
  - 6月 - 現在地に建設された新校舎に移転（名目上は白銀小学校増築校舎）。
- 1971年（昭和46年）12月 - 火災復旧工事（増築工事）完工。
- 1972年（昭和47年）7月 - 校舎・プール落成式挙行。
- 1978年（昭和53年）
  - 3月 - 校舎増築工事完成（南校舎東側）。
  - 11月 - 創立30周年記念式典挙行。
- 1985年（昭和60年）4月 - 病弱学級（しろがね学級）開級し、開級式挙行。
- 1989年（平成元年）4月 - 青森県教育委員会より登校拒否に関する研究推進校指定。
- 1990年（平成2年）7月 - パソコンシステム設置。
- 1991年（平成3年）3月26日 - 白銀中学校・白銀南中学校分離式挙行。
- 1993年（平成5年）11月 - 男子頭髪自由化を開始する。
- 1994年（平成6年）12月 - 三陸はるか沖地震発生。
- 1997年（平成9年）11月 - 白銀中学校創立50周年記念式典を挙行し、祝賀会を開催。
- 1999年（平成11年）
  - 2月 - 柔剣道場落成。
  - 3月 - 八戸市教育研究委託校（コンピュータ利用教育）に指定。
- 2001年（平成13年）11月 - 八戸市教育研究委託発表「豊かな表現力の育成～コンピュータの活用を通して～」。
- 2005年（平成17年）4月 - 校内無線LAN工事完了。
- 2007年（平成19年）11月 - 白銀中学校創立60周年記念式典を挙行し、祝賀会を開催。
- 2011年（平成23年）
  - 3月 - 校舎及び体育館耐震補強改修工事完了。
  - 9月 - パソコンシステム換装。
- 2012年（平成24年）3月 - 中庭及びテニスコート造成工事完了。
- 2013年（平成25年）5月 - 白銀中学校地域学校連携協議会発足。
- 2014年（平成26年）
  - 3月 - 校舎屋内運動場トイレ改修工事が終了し、完成。
  - 9月 - 中学校通路舗装と外階段改修工事が終了し、完成。
- 2015年（平成27年）2月 - 屋内運動場天井等落下防止対策工事。
- 2017年（平成29年）11月8日 - 創立70周年記念式典を挙行し、祝賀会を開催。

## 生徒数[2]
2023年（令和5年）5月1日時点。
| 学年 | 1年 | 2年 | 3年 | 特別支援   | 合計 |
| ---- | --- | --- | --- | ---------- | ---- |
| 学級 | 2   | 3   | 2   | 2          | 9    |
| 生徒 | 67  | 69  | 82  | 4 （内数） | 218  |

## 通学区域
- 八戸市立白銀小学校の通学区域
- 八戸市立白鴎小学校の通学区域

## 部活動

### 運動部
- 野球部
- サッカー部
- 陸上部
- 新体操部
- 卓球部
- バスケットボール部
- バレーボール部
- ソフトテニス部
- 柔道部

### 文化部
- 総合文化部
  - 美術コース

- 吹奏楽部

### その他
部活動としての活動はないが、中体連主催の大会には参加している。
- 水泳
- 体操